# محمد الحليوي

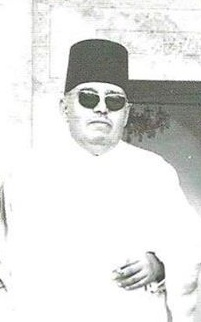
محمد الحليوي

ولد محمد الحليوي بمدينة القيروان يوم السبت 23 جمادى الثانية 1325 هـ الموافق  لـ3 أوت 1907 وتلقى تعلمه الابتدائي بالمدرسة القرآنية ثم بالمدرسة الابتدائية، وفي عام 1924 التحق بمدرسة ترشيح المعلمين وتخرج منها عام 1927. أحرز على شهادة المدرسة العليا للغة والآداب  العربية في عام 1940 وباشر التعليم الابتدائي منتقلا بين مختلف جهات البلاد التونسية ثم استقر به المقام بالقيروان حيث انتدب للتدريس بالتعليم الثانوي.
كانت تربطه بالشاعر أبي القاسم الشابي علاقة ود متينة وكانت لهما مراسلات نشرت تحت عنوان رسائل الشابي، له مؤلفات منها كتاب «في الأدب التونسي».
توفي بالقيروان يوم الجمعة 28 رمضان 1398 هـ الموافق لـ1 سبتمبر 1978 ودفن بها.